# أولاد سيدي الحاج الدين (أولاد سيدي الشيخ)
أولاد سيدي الحاج الدين هو دُوَّار يقع بجماعة مهاية، عمالة مكناس، جهة فاس مكناس في المملكة المغربية. ينتمي الدوّار لمشيخة أولاد سيدي الشيخ التي تضم 16 دوار. يقدر عدد سكانه بـ 80 نسمة حسب الإحصاء الرسمي للسكان والسكنى لسنة 2004.

## روابط خارجية
- البوابة الوطنية للجماعات الترابية
- المندوبية السامية للتخطيط